# Anna Andersdotter
Anna Andersdotter, död efter 1598, var en svensk adelsdam, gift med Erik XIV:s rådgivare Jöran Persson.  
Anna Andersdotter gifte sig med Jöran Persson 1561. Hon beskrivs som en personlig vän till Karin Månsdotter, och nämns i hennes sällskap under olika resor mellan kungliga slott både före och under Karins tid som drottning. Hon fick ansvaret för Johan III:s barn Julius och Sofia under hans fångenskap på Gripsholm. Under Erik XIV:s sjukdom 1567 avsattes hennes man för första gången från sin tjänst och arresterades. I samband med processen mot hennes man anklagades hon för att ha spritt ut rykten om att Karin hade använt sig av trolldom för att få kungen förälskad i sig, trolldom som ska ha påverkat kungens förstånd. Hon anklagades för att ha velat "förgifva" (förtrolla) Karin Månsdotter, och dömdes som skyldig till häxeri. Av okänd anledning blev domen inte verkställd. Att domen enligt traditionen inte ska ha verkställts på grund av Karins vädjan anses vara en av alla myter som senare berättare skapat om drottningen. 
Jöran Persson återinsattes i sin position vid Eriks tillfrisknande. Efter Erik XIV:s avsättning 1568 blev hennes make ännu en gång avsatt och arresterad. Denna gång blev han också avrättad. Annas svärmor, Anna, dömdes i samband med detta till att avrättas för häxeri. Anna Andersdotter flydde med sina tre barn till hertig Karl, som gav dem sitt beskydd. Hon var fortfarande i livet år 1598.